# Ångermanlandsbrud
En ångermanlandsbrud är ett golvur utsmyckat med målade,  pålimmade detaljer. Urverket är från Mora och fodralet i nyrokoko är tillverkat av furu. Uren skapades omkring 1800 och påminner om en brud med krona på huvudet, smyckad med blommor, blad, kottar och annat från naturen.
Fodralet är målat och dekorerat med hundratals små, färggrant målade  kontursågade bitar av furu. Den  fantasifulla dekorationen påminner om naivistisk folkkonst. Nertill på klockan finns vanligen plats för  brudens skor. De flesta ur har stått i välbärgade bondgårdar i närheten av Örnsköldsvik men de har även påträffats kring Härnösand och i Medelpad.
Ångermanlandsbrudar har huvudsakligen tillverkats av en enskild mästare men det finns också exemplar av varierade kvalitet tillverkade av lokala snickare. Det är inte känt vem som har tillverkat uren, men Eric Forsberg i Skulnäs och Wåhlberg i Sätra har nämnts.